# Cicinho (ur. 1980)
Cicinho, właśc. Cícero João de Cézare Valencia (ur. 24 czerwca 1980 w São Paulo) – brazylijski piłkarz grający jako obrońca.

## Życiorys
Cicinho przed przejściem do São Paulo FC występował w Botafogo i Atlético Mineiro. Brazylijczyk w São Paulo przeszedł do historii rozgrywek o Copa Libertadores. Zdobył bowiem 10-tysięcznego gola w historii o ten puchar. W ostatnim sezonie grając dla São Paulo Cícero zdobył aż 9 goli, zyskując dzięki temu miano 2 strzelca zespołu.
W reprezentacji swojego kraju zadebiutował w kwietniu 2005 roku w meczu z Gwatemalą. Po tym meczu ogłoszono go następcą Cafú i zaczęto go porównywać do Roberto Carlosa, jego sposób gry przypomina bowiem styl słynnego Brazylijczyka – również jest znany z licznych akcji ofensywnych (a szczególnie rajdów skrzydłami zakończonych pięknymi, celnymi strzałami).
Pojawiły się spekulacje na temat jego transferu do któregoś z wielkich europejskich klubów. Dużo mówiło się o jego przenosinach do Realu Madryt lub Manchesteru United. W czerwcu 2005 roku piłkarz przeszedł testy medyczne w Madrycie, jednak ostatecznie jego zakup nie doszedł wtedy do skutku. W grudniu 2005 roku znowu pojawiły się pogłoski o rzekomym przejściu Cicinho do Realu. Hiszpanom udało się w końcu dojść do porozumienia z działaczami São Paulo i tym samym kolejny Brazylijczyk trafił do stolicy Hiszpanii. Kwota transferu wyniosła 4 miliony euro.
Jego ostatnie występy w brazylijskim zespole były bardzo udane. Przed transferem zdobył klubowe mistrzostwo świata. Jego drużyna pokonała w finale tej imprezy triumfatora Ligi Mistrzów, Liverpool F.C. 1:0.
Jego największy jak do tej pory sukces w reprezentacji, to zdobycie z nią w 2005 roku Pucharu Konfederacji, a także występ na Mistrzostwach Świata w Niemczech w 2006 roku.
17 września 2006 został kontuzjowany w meczu z Betisem. Okazało się, że zerwał więzadło krzyżowe w kolanie i nie mógł grać przez 6 miesięcy.
11 stycznia 2007, urodził mu się syn – Heitor.
22 sierpnia 2007 roku przeszedł z Realu Madryt do AS Roma za 9 mln €.
24 lutego 2008 roku strzelił swojego pierwszego gola w barwach Romy, w meczu z Fiorentiną.
8 lutego 2010 roku zawodnik został wypożyczony do São Paulo FC z AS Roma.
W czerwcu tego roku, Cicinho powrócił do włoskiego klubu. Na początku 2011 r. udał się na wypożyczenie, tym razem do Villarreal CF.

## Sukcesy

### São Paulo
- Copa Libertadores: 2005
- Klubowe Mistrzostwo Świata: 2005
- Puchar Interkontynentalny 2005

### Reprezentacja
- Puchar Konfederacji: 2005
- Ćwierćfinał Mistrzostw Świata 2006

### Real Madryt
- Wicemistrzostwo Hiszpanii: 2006
- Mistrzostwo Hiszpanii: 2007

### AS Roma
- Wicemistrzostwo Włoch: 2008
- Puchar Włoch: 2008

## Życie prywatne
Jego żoną jest Mirella Ramos, siostra Sergio Ramosa (Real Madryt).